# Cerkiew Świętych Kosmy i Damiana w Studzionkach
Cerkiew pod wezwaniem Świętych Kosmy i Damiana – prawosławna cerkiew parafialna w Studzionkach. Należy do dekanatu Lubin diecezji wrocławsko-szczecińskiej Polskiego Autokefalicznego Kościoła Prawosławnego.
Jest to dawna kaplica pochodząca z początku XX w., rozbudowana w latach 1989–1991. Posiada trzy kopuły. Ikonostas pochodzi z XIX w. z Tomaszowa Mazowieckiego. Obok świątyni znajduje się dzwonnica.